# Martti Levón

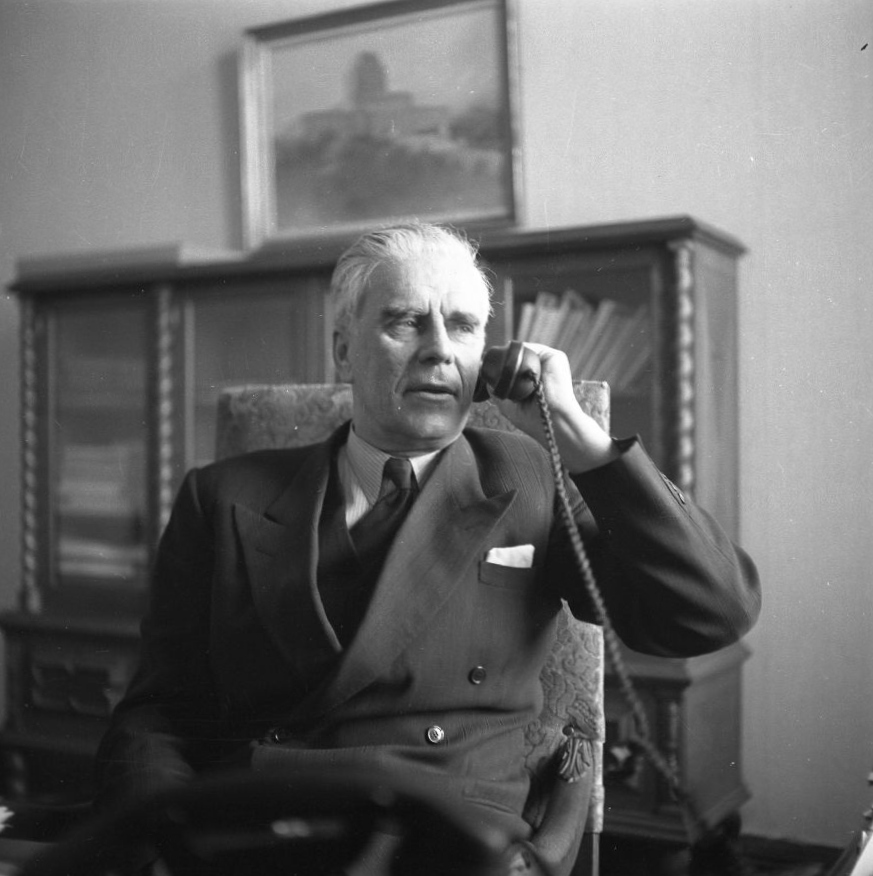
Martti Levón.

Martti Albert Levón, född 10 januari 1892 i Uleåborg, död 6 maj 1979 i Helsingfors, var en finländsk ingenjör och professor. Han blev diplomingenjör 1916 vid Tekniska högskolan i Helsingfors och innehade 1916–1931 olika befattningar inom finskt näringsliv och var 1930–1961 professor i träets mekaniska teknologi vid Tekniska högskolan. Som dess rektor 1940–1955 (med avbrott för åren 1943–1945) verkade han energiskt för högskolans utflyttning från Helsingfors till Otnäs i Esbo. Han innehade ett stort antal viktiga förtroendeposter. 
Levón utgav memoarverken Merenkävijöitä ja porvareita (1964) och Tekniikka, työ ja teekkarihenki (1967) m.m. Han promoverades till teknologie hedersdoktor 1949.